# Антракотерии
Антракотерии (лат. Anthracotherium, от др.-греч. ἀνθρᾰκο- +θηρίον, буквально:  угольный зверь) — род вымерших парнокопытных из подсемейства Anthracotheriinae подотряда Whippomorpha, типовой для расформированного семейства антракотериевых (Anthracotheriidae).
В названии рода отражается тот факт, что первые описанные остатки антракотериев были обнаружены в европейских третичных отложениях бурого угля (др.-греч. ἀνθρᾰκο — уголь).

## Описание

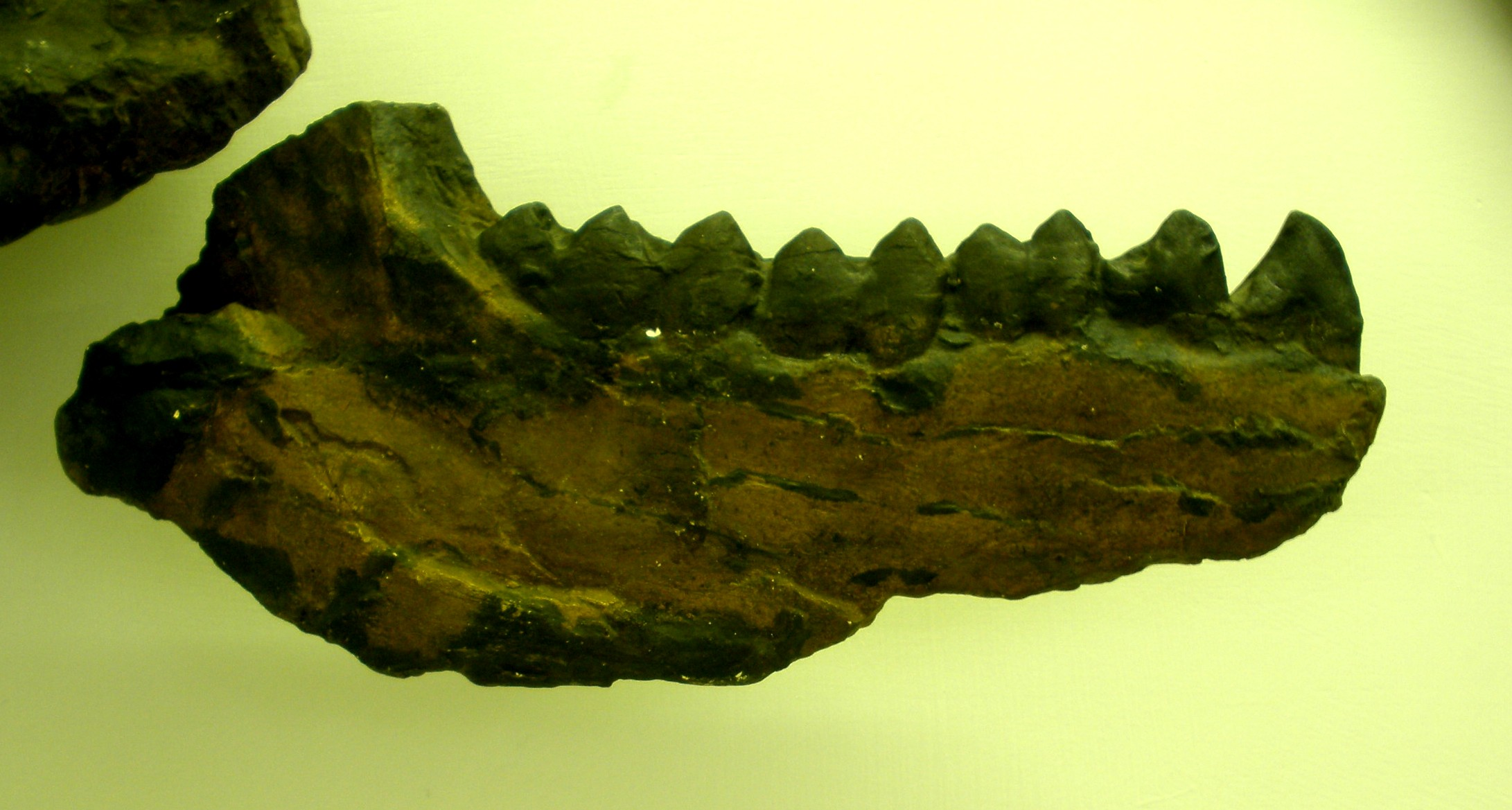
Нижняя челюсть Anthracotherium monsvialense

Род известен с олигоцена, был распространён в Европе, Азии и Северной Америке. Антракотерии вымерли в середине-конце миоцена (около 5 млн лет назад), возможно, не выдержав перемены климата и/или конкуренции с другими парнокопытными, такими, как свиные и бегемотовые (которые водились и в Европе).
По многим признакам, например, по числу зубов (44) и особенно по строению нижней челюсти, антракотерии обнаруживают значительное сходство с бегемотовыми.
Представители европейского вида, Anthracotherium magnum, были размером приблизительно с обыкновенного бегемота. В других частях света водились более мелкие виды.

## Классификация
По данным сайта Paleobiology Database, на ноябрь 2020 года в род включают 16 вымерших видов:
- Anthracotherium bellia Tang, 1978
- Anthracotherium bugtiense Pilgrim, 1907
- Anthracotherium chaimanei  Ducrocq, 1999
- Anthracotherium changlingensis Zhao, 1993
- Anthracotherium chengbiensis Tang, 1978
- Anthracotherium crassum Pilgrim & Cotter, 1916
- Anthracotherium cuvieri Gaudry, 1873
- Anthracotherium gungkangensis Qiu, 1977
- Anthracotherium kwablianicum Gabunia, 1964
- Anthracotherium magnum Cuvier, 1822typus
- Anthracotherium monsvialense de Zigno, 1888
- Anthracotherium pangan Pilgrim & Cotter, 1916
- Anthracotherium seckbachense Kinkelin, 1884
- Anthracotherium silistrense Pentland, 1828
- Anthracotherium sinense Zdansky, 1930
- Anthracotherium verhoeveni Von Koenigswald, 1967